# Гробът на светулките
„Гробът на светулките“ (на японски: 火垂るの墓) е японски анимационен филм, военна драма, от 1988 година, по сценарий и режисура на Исао Такахата и анимирана от Студио Гибли. Филмът се базира на едноименния полуавтобиографичен разказ на Акиюки Носака от 1967 година.
Героите са озвучени от Цутоми Тацуми, Аяно Шираиши, Йошико Шинохара и Акеми Йамагучи.
„Гробът на Светулките“ получава положителни рецензии от филмовата критика, а Роджър Ибърт от „Чикаго Сън Таймс“ го определя като един от най-добрите и силни военни филми, като през 2000 година го включва в списъка си за велики филми. Два игрални филма римейк на „Гроба на светулките“ са заснети съответно през 2005 и 2008 година.

## Сюжет
Внимание:  Текстът по-долу разкрива сюжета на произведението (или части от него)!
Действието се развива в края на Втората световна война, като след бомбардировките на Съюзниците над град Кобе две деца, брат и сестра, остават сираци, изолират се от обществото и умират от глад. 